# 羊背石

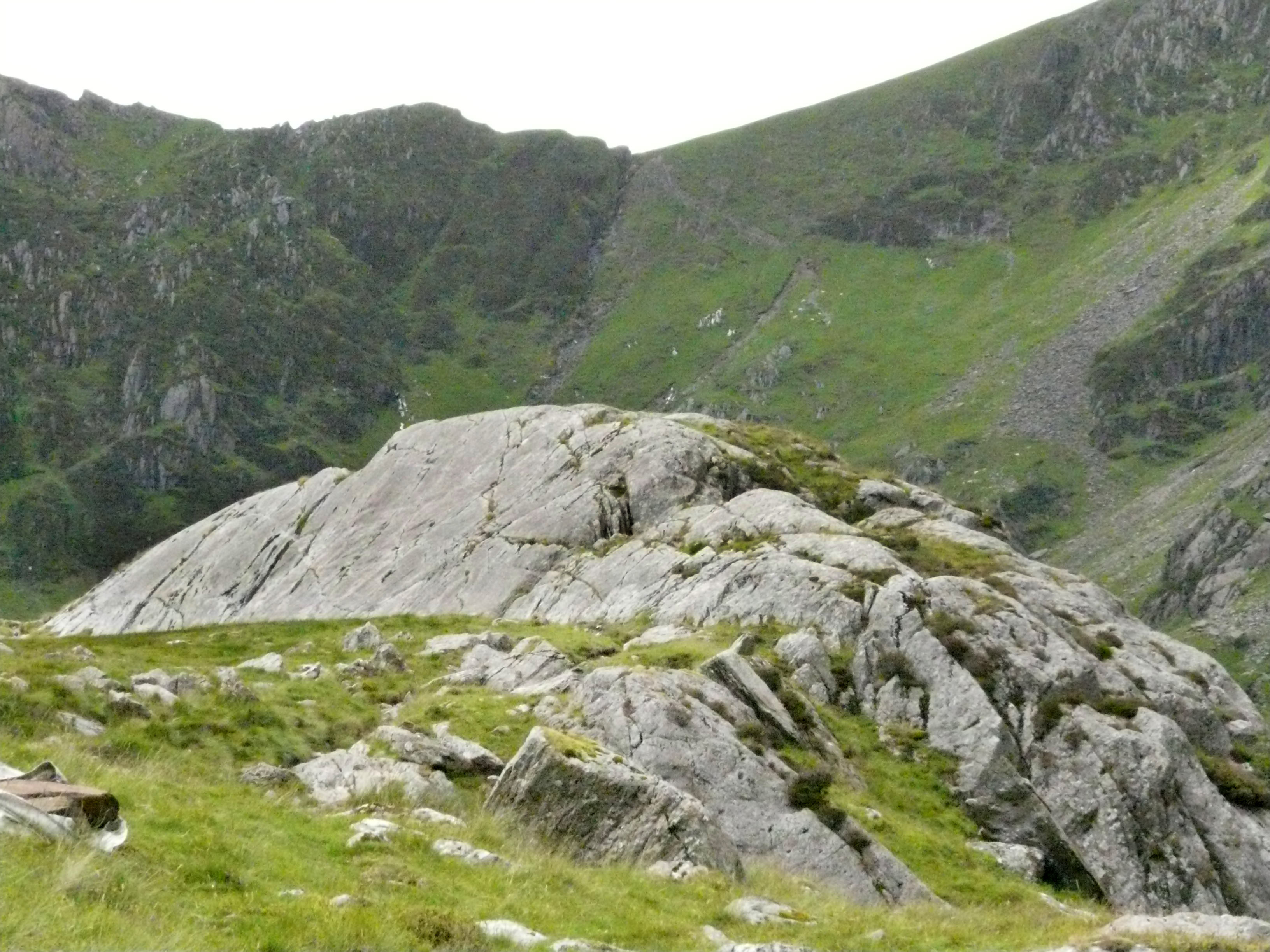
羊背石，冰川的运动方向是从左到右。

羊背石是在冰床上由冰蚀作用形成一种地貌形态，它是由基岩组成的小丘，通常成群分布，远远望去犹如匍匐在地面上的羊群，故名。羊背石在平面上呈两端不对称的椭球形，其长轴与冰川运动方向平行：迎冰的一端由于受到的是冰川的磨蚀作用，坡度较缓，表面光滑有擦痕；背向冰川流动的一端受到的是冰川的侵蚀作用，坡度较陡，表面坎坷不平。